# Miranda, Mato Grosso do Sul
Miranda este un oraș în Mato Grosso do Sul (MS), Brazilia.